# Alopecosa reimoseri
Alopecosa reimoseri là một loài nhện trong họ Lycosidae.
Loài này thuộc chi Alopecosa. Alopecosa reimoseri được Gábor von Kolosváry miêu tả năm 1934.